# Марица (Сланица)
Марѝца (на гръцки: Μαρίτσα) е малка река в Егейска Македония, Гърция.

## Описание
В миналото Марица е извирала от планината Каракамен, течала е на изток и се е вливала в Ениджевардарското езеро между реките Мъгленица и Кутийка (Кутиха, Кутия). В 30-те години на XX век езерото е пресушено и в района са извършени множество мелиоративни работи, с които е прекъснат естественият ход на реките. Днес Марица излиза на две места от меридионалния канал Мавронери, южно от Горно Жервохор, тече на изток през Жервохор и се влива в следващия меридионален канал, приток на Колудей (Лудиас).
Реката е превърната от дем Негуш в защитена влажна зона (хидробиотоп), наречена „Марица“. В 2011 година с координирани действия на общинската власт и с голям принос на местни доброволци, по реката е извършено мащабно почистване и засаждане на дървета. В района има над 200 декоративни дървета, като чинари от различни видове, дъбове, сребролистни липи, бели черници, черници, явори, елши, ликидамбри и лирови дървета.
По бреговете на Марица живеят 33 вида живи същества с голямо разнообразие. Те включват различни видове риби, като кефали, червени и черни червеноперки, рядък вид златни рибки, шарани, костури и черни мрени, една от най-редките риби, с характерните черни петна по тялото. Има също така криви раци, южни блатни костенурки, жаби, нутрии, европейски видри, миди, големи черни раци, зеленоглави патици, зеленоножки и големи корморани. През зимата в хидробиотопа отсядат прелетни птици, като сребърни пеликани, диви гъски и дори лебеди.